# Happy hardcore
L'happy hardcore è un genere musicale di musica elettronica caratterizzato da tempi molto veloci, il ritmo si aggira infatti fra i 160 ed i 180 BPM, e da una melodia generalmente allegra, da cui il termine happy. I brani appartenenti a questo genere sono spesso accompagnati da voci prevalentemente femminili accelerate (o distorte) e pianoforti. Nonostante in alcuni casi si esprima in modo superficiale e demenziale, in altre situazioni emerge con vocal e melodie molto dure ed articolate in 4/4 o, più raramente e specialmente nella happy hardcore dei primordi, con il Breakbeat. 
La happy hardcore dalla sua nascita, avvenuta nel 1991, presenta alcune differenze a seconda delle nazioni in cui viene suonata. Gli stili più importanti sono: UK hardcore, Scottish hardcore, funcore, happycore (NL), freeform music e mákina.

## Stili
La maggiore espressione della happy hardcore è rappresentata dalla UK hardcore cioè l'hardcore britannica, riferendosi alla happy hardcore di ultima generazione, creata con le tecnologie più moderne e nuovi sintetizzatori. Il termine UK hardcore si riferisce quindi all'evoluzione della happy hardcore e non ad un genere inglese simile alla gabber o alla techno. Nata tra il 1994 e 1997, si sviluppa soprattutto tra i più giovani con delle reinterpretazioni di canzoni famose. Tra le label hardcore più importanti troviamo l'Hardcore til I die (HTID) che ha come simbolo un angelo con capelli lunghi e biondi, vestito d'azzurro, con le braccia aperte come se fosse crocifisso. Le serate UK hardcore, che comprendono principalmente eventi dove si può ballare l'happy hardcore ed altri generi come l'oldskool, la drum and bass e l'hardcore tecno, sono caratterizzate dall'uso massiccio di impianti laser e fuoriuscite di nebbia artificiale per rendere l'ambiente surreale. HTID sta per Hardcore til I die ovvero Hardcore fino alla morte.
Solitamente nei locali ragazzi e ragazze indossano vestiti che reagiscono ai raggi UV e quindi s'illuminano.  Non è quindi un caso che molte di queste canzoni citino la luce e lo splendore. Altri testi invece fanno riferimento, oltre al mettersi in movimento, alla droga e all'amore. La UK hardcore alterna canzoni dai ritmi duri, veloci ed allegri ad altre molto sentimentali e melodiche. 
Una grossa importanza è data al MC, ovvero un cantante che inizia ad incitare il pubblico e rappa sulle canzoni versi rimati molto veloci. Tra gli MC più importanti troviamo MC Whizzkid, MC Storm e MC Wotsee.
Tra i più importanti dj di questo genere ricordiamo: Mark Breeze, Scott Brown, Darren Styles, S3RL, Summa Jae, Sy, Hixxy, Re-coon, Dougal, Gammer.
Nel 2004 la musica hardcore riceve un premio speciale dalla BBC Radio 1, chiamato John Peel Is Not Enough, dal titolo dell'omonima traccia di CLSM.
La Scottish hardcore viene suonata in Scozia: si tratta di un genere di sola batteria a tempo della happy hardcore inglese. Dalla sua unione con la UK hardcore è nata l'extreme hardcore chiamata anche the harder they come, per indicare la durezza della musica. Tra i più importanti dj di questo genere ricordiamo Scott Brown, Dj Twista, Dj Seduction, Dj Mikk.
La mákina invece è un genere prettamente spagnolo simile all'hard dance: i brani sono eseguiti ad una velocità superiore rispetto alla happy hardcore. Il mixaggio di due o più pezzi è fatto in maniera superficiale per dare la sensazione di un ritmo confusionario. Questo genere comprende anche scratch molto frequenti e la fusione della una canzone data dal mixaggio con altre.
La old happy hardcore viene suonata in Olanda: è stata la vera happy hardcore che ha poi prodotto gli altri generi musicali. Non si può confondere con la UK hardcore poiché questo genere presenta canzoni demenziali ad un ritmo ripetitivo. La maggior parte di esse sono dei remix. I più grandi esponenti di questo genere sono gli Scooter e i Party Animals.

## Storia e sviluppo
La happy hardcore nasce nel 1991 come l'evoluzione della musica rave, infatti proprio nel 1993 si trasforma da house music in un genere rave più veloce evolvendosi nella breakbeat hardcore. Questo genere musicale si è sviluppato principalmente nel Regno Unito, prendendo il nome di UK hardcore tra il 1994 e 1997 attraverso la cultura rave e del consumo di ecstasy  Anche negli Stati Uniti d'America questo genere affonda le sue radici negli anni novanta quando alcuni ragazzi vestiti di nero (genere dark) si riunivano in posti molto scuri per ballare la musica hardcore, e da qui si pensa ad una canzone che ha fatto sviluppare il genere happy: Children of the night (I bambini della notte) di Nakatomi.
In Italia questo genere musicale non si è sviluppato fino ad oggi, tranne che per il gruppo Floorfilla, con i dj Cerla - alias Cerlini - e Moratto, i cui lavori sono conosciuti e ben accolti anche all'estero. Si è diffuso nel Regno Unito, l'Irlanda, il Giappone, l'Australia, il Canada, gli Stati Uniti d'America, la Spagna, Francia, Polonia e Scozia.
Non bisogna confondere questo genere con hardstyle e gabber. Anche se la happy hardcore dà anche il suo contributo alla musica gabber (happygabber), essa è di tipo commerciale ma con un ritmo molto più veloce e simile all'hardcore.
La sua evoluzione musicale è la fusione di due stili musicali ovvero l'hardcore con la jungle  dove il punto di contatto è stato l'oldskool. In particolare per quanto riguarda la musica hardcore già alla fine degli anni 1980 si sviluppò la New Beat tramutandosi in musica rave agli inizi anni 1990; è da qui poi che principalmente in Olanda si sviluppa la musica di Rotterdam fino ad arrivare alla happygabber per poi concludersi con la happy hardcore.
Diversa è l'influenza avuta dallo stile jungle creatosi principalmente negli anni 1980 dalla musica ragga e tramutatosi ad inizio anni 1990 in oldskool. È questa che con gli influssi rave ed hardcore si fondono nella happy hardcore.
Tra i generi quindi molto vicini alla happy hardcore oltre alla oldskool ed alla happygabber troviamo sicuramente la trancecore e la freeform, derivati dalla happy hardcore.